# Teşvikiye, Şişli
Teşvikiye là một xã thuộc huyện Şişli, tỉnh Istanbul, Thổ Nhĩ Kỳ.